# William Thomas Calman
William Thomas Calman FRSE FRS FLS (29 de diciembre de 1871 – 29 de septiembre de 1952) fue un zoólogo escocés, especializando en Crustacea. De 1927 a 1936 fue curador de Zoología en el Museo británico (Historia Natural) (ahora el Museo de Historia Natural).

## Biografía
Nació en Dundee,. Fue hijo de Thomas Calman, un profesor de música, y Agnes Beatts Maclean.
Estudió en el Instituto de Dundee.En las sociedades científicas de Dundee, conoció a D'Arcy Thompson. Más tarde devino aprendiz de laboratorio de Thompson, el cual lo dejó para atender conferencias en la Facultad Universidad en Dundee. Después de graduarse con distinción en 1895, tomó clases en la Universidad, donde permaneció ocho años. Cuándo Thompson murió, Calman, junto con Douglas Young, escribieron su necrología en el Anuario de la Sociedad Real de Edimburgo.
Más tarde trabajó en el Museo de Historia Natural, donde deviene ayudante curador de Crustacea y Pycnogonida y conservador de Zoología. En 1909,  escribe la Sección Crustacea en el libro de Lankester Treatise on Zoología, donde introduce los superordenes Eucarida, Peracarida y Hoplocarida así como el concepto del caridoid facies, un hipotético ancestral malacostracano. Escribió muchos de las entradas sobre crustacea en la Encyclopædia Britannica Undécima Edición. También estableció la división actual del Branchiopoda a los cuatro órdenes Anostraca, Notostraca, Conchostraca y Cladocera. Fue elegido miembro de la Sociedad Real en 1921, siendo el primer licenciado de la Universidad de Dundee. Calman se retiró a Tayport en 1936, pero regresó a la enseñanza durante la Segunda Guerra Mundial en el Queen's College, Dundee y St Andrews. Fue presidente del Quekett Microscopical Club de 1926 a 1928, presidente de la Sociedad Linneana de Londres de 1934 a 1937, y le otorgaron la medalla linneana en 1946.
La Universidad de St Andrews le otorgó un doctorado  honoris causa (LLD) en 1937.
Falleció en Coulsdon en Surrey en 1952.

## Algunas publicaciones
- Appendiculata: Crustacea, in Lankester: Treatise on Zoology, 1909

- La Vida de Crustacae 1911

- La Clasificación de Animales (1949)

## Abreviatura (zoología)
La abreviatura Calman  se emplea para indicar a William Thomas Calman como autoridad en la descripción y taxonomía en zoología.